# Eddie Martinez
Eddie Paul Martinez, mais conhecido como Eddie Martinez, é um guitarrista e músico de estúdio estadunidense com ascendência porto-riquenha.
Ele gravou e excursionou com dezenas de músicos, como Mick Jagger, David Lee Roth, Steve Winwood, Robert Palmer, Meat Loaf, dentre outros. Seu nome é creditado em ábuns de vários estilos musicais, incluindo rock, jazz, rap, hip hop e R&B.
Seu trabalho mais conhecido foi na música Rock Box do Run DMC. Em uma lista de 2015 dos "10 melhores usos da guitarra no hip-hop", a Guitar World classificou a participação de Martinez nesta música em primeiro lugar, dizendo "o trabalho marcante de Eddie Martinez coloca esta faixa da estreia do grupo em 1984 no topo - e à frente de seu tempo".. Além disso, para Roy Trakin, na revista Creem Magazine, disse que o solo de guitarra de Martinez nesta música "fez para o hip-hop o que Eddie Van Halen fez para Michael Jackson - trazendo-o para um público totalmente novo". Por fim, de acordo com a série da AMC "Hip Hop: The Songs That Shook America" o "som distorcido da guitarra de Martinez que percorre todo o álbum "Rock Box" foi considerado por Questlove como o som dos anos 1980 que conectava Prince e Def Leppard a... LL Cool J... e a "Jailhouse Rap" dos Fat Boys"

## Carreira
A carreira musical Martinez começou na década de 1960 e continua até hoje, mas é provavelmente mais conhecido pelo trabalho que realizou em meados da década de 1980. Martinez disse em uma entrevista de 2015: "No espaço de menos de um ano, fiz três discos que realmente me colocaram no mapa em termos de direção sonora. Foram eles: "Riptide, de Robert Palmer, Back in the High Life, de Steve Winwood, e o EP Crazy from the Heat de David Lee Roth".
Também no mesmo período, Martinez contribuiu com guitarras em várias faixas do primeiro álbum solo de Mick Jagger, She's the Boss, e nos singles "Rock Box" e King of Rock"  do Run-DMC.
Outras sessões notáveis incluem o álbum Heavy Nova de Robert Palmer (1988), que incluiu o hit "Simply Irresistible", Meat Loaf (Bat Out of Hell II: Back into Hell) e vários projetos de Jim Steinman, além de trabalhar com Lou Reed e dezenas de outros.
Embora Martinez tenha deixado sua marca principalmente como guitarrista de sessões de gravação, ele também tem muitos anos de créditos ao vivo, incluindo o Blondie's Farewell Concert em Toronto , Canadá, junto com toda a turnê Tracks Across America de 1982 , e acompanhou Mick Jagger no primeiro Live Concerto Aid em 1985. Ele excursionou e gravou com Labelle na década de 1970 e fez parte da banda de turnê de Robert Palmer .
Em 1984 ele lançou seu primeiro álbum solo, No Lies , pela Cotillion Records que foi produzido por Bernard Edwards do Chic.

## Discografia
Álbuns solo
- 1984 - No Lies
- 2018 - Akosua